# CZ 455
La CZ 455 est une carabine à verrou produite par Česká zbrojovka a.s.. Elle remplace, en 2010, la gamme CZ 452 (une arme très courante dans le milieu sportif). Il existe différentes versions de la CZ 455. C'est une carabine à répétition manuelle. Elle utilise des munitions .22 Long Rifle, .22 Magnum ou .17 HMR. 

## Caractéristiques

### Communes
La carabine CZ 455 est pourvue d'un canon de 20,5 pouces. Elle utilise des munitions .22 Long Rifle, .22 Magnum ou .17 HMR,.
Il s'agit d'une arme à verrou. Elle pèse 7,2 livres soit 3,175 kg.
Selon American Hunter, publication gérée par la National Rifle Association, il s'agit d'une arme ayant une bonne précision en raison d'« une combinaison de matériaux de qualité et de construction de précision ».

### Variations

#### CZ455 standard
- Poids : 2800 g
- Crosse : hêtre teinté noyer
- Longueur totale : 980 mm
- Particularité : modèle de base

#### CZ455 luxe
- Poids : 2800 g
- Crosse : noyer haute qualité, poignée de crosse quadrillée
- Longueur totale : 980 mm
- Particularités : filetage silencieux, détente réglable

#### CZ455 luxe II
- Poids : 2900 g
- Crosse : noyer haute qualité, fut et poignée de crosse quadrillée
- Longueur totale : 1085 mm
- Particularités : Même hausse que le modèle 452, canon long, filetage silencieux, détente réglable

#### CZ455 Jaguar
- Poids : 3300 g
- Crosse : noyer haute qualité, inscription « Jaguar » sur le fut, poignée de crosse marqué d'une griffure de jaguar
- Longueur totale : 1191 mm
- Particularités : Même hausse que le modèle 452, canon extra long, pas de filetage pour silencieux, détente réglable

#### CZ455 super match
- Poids : 2800 g
- Crosse : hêtre teinté noyer
- Longueur totale : 980 mm
- Particularité : Chargeur (en acier) 10 cartouches
- Pas de filetage pour monter un silencieux
- Calibre disponible : .22LR

#### CZ455 american
- Poids : 2800 g
- Crosse : noyer haute qualité
- Longueur totale : 980 mm

#### CZ455 Thumbhole
- Poids : 3400 g
- Crosse : lamellé-collé
- Longueur totale : 975 mm
- Particularité : pas d'organe de visée, rail de 11 mm, 2 modèles : pour gaucher ou droitier, trou de pouce
- Calibres disponibles : .22Lr / .17 HMR / .22WMR

#### CZ455 Evolution
- Poids : 3400 g
- Crosse : Lamellé-collé bleu et gris
- Longueur totale : 975 mm
- Particularité : Pas d'organe de visée, rail de 11 mm
- Calibres disponibles :: 22Lr, 17HMR, 22 Mag.

### Accessoires
- Chargeurs : 5 et 10 coups en plastique ou métal.
- Possibilité de fixer un bipied sur l'anneau de grenadière avant.
- Possibilité de fixer un silencieux sur le modèle luxe.
- Possibilité de fixer des organes de visée tel que lunette ou point lumineux sur le rail.
- Possibilité de modifier le calibre par échange du canon et du chargeur.